# 帝奇亞諾·坦尚尼

帝奇亞諾·坦尚尼（Tiziano Terzani、 1938年9月14日 - 2004年7月28日），是一位意大利記者和作家，他最出名的事蹟是對於20世紀東亞地區擁有廣泛的知識，也是極少數曾見證20世紀70年代中期北越攻下南越首都西貢、金邊紅色高棉時期的西方記者之一。他出生於佛羅倫斯，曾擔任德國《明鏡周刊》亞洲特派員。